# Lasiopates
Lasiopates là một chi bướm đêm thuộc họ Geometridae.